# Denominació d'Origen Empordà
La Denominació d'Origen Empordà (D.O. Empordà) és una denominació d'origen vinícola que abasta majoritàriament terrenys de les comarques de l'Alt i el Baix Empordà. Regulada des del 1975, s'anomenava «Empordà-Costa Brava» però en l'últim reglament aprovat per la Generalitat de Catalunya, el 16 de febrer del 2006, s'ha eliminat la indicació de Costa Brava. La DO Empordà ocupa 2.020 hectàrees de vinya de l'Alt i el Baix Empordà. Hi ha 423 viticultors i 45 cellers inscrits al Consell Regulador. El 2013, la producció estimada de vi emparat per la DO ronda els 50.000 hectolitres, que representen un total de 3,5 milions d'ampolles anuals. Es conreen deu varietats blanques i deu de negres: la garnatxa blanca o lledoner blanc, el macabeu o viura i la moscatell d'Alexandria són les blanques que predominen, i la samsó o carinyena i la garnatxa negra o lledoner negre, les varietats negres preferents. També s'hi hauria d'afegir la monestrell, que tots els tractats de viticultura i ampelografia situen a l'Empordà.

## Geografia
L'àrea de producció de la denominació d'origen engloba un total de 48 municipis i està distribuïda en dues subzones: 35 municipis al nord de l'Alt Empordà, que limita amb les denominacions del vi del Rosselló; i 13 municipis a l'est del Baix Empordà, al voltant de Palafrugell.
La zona de producció de l'Alt Empordà es troba a l'extrem nord-oriental de Catalunya (des de la ciutat de Figueres fins al nord a la frontera amb França) arrecerada a la falda de les serres de Rodes i de l'Albera, en un arc que va des del Cap de Creus a la denominada Garrotxa d'Empordà. Limita, per tant, amb els Pirineus al nord, la Mediterrània per llevant i la plana pròpiament dita a migjorn.
La zona de producció del Baix Empordà es troba delimitada al nord pel massís del Montgrí, al sud-oest pel massís de les Gavarres, que forma una plana costanera amb el massís de Begur, i a l'est per la Mediterrània.
Les vinyes són en terrenys calcaris que van des del nivell del mar fins a 200 m d'altitud. Predominen les vinyes en terrasses alçades amb pedra seca als terrenys de pendent pronunciat. El clima és mediterrani, càlid i humit, amb vents humits del sud i freds del nord, en particular la forta tramuntana.
El paisatge és descrit per Josep Maria de Sagarra al poema Vinyes verdes vora el mar inspirat al Port de la Selva.

## Història

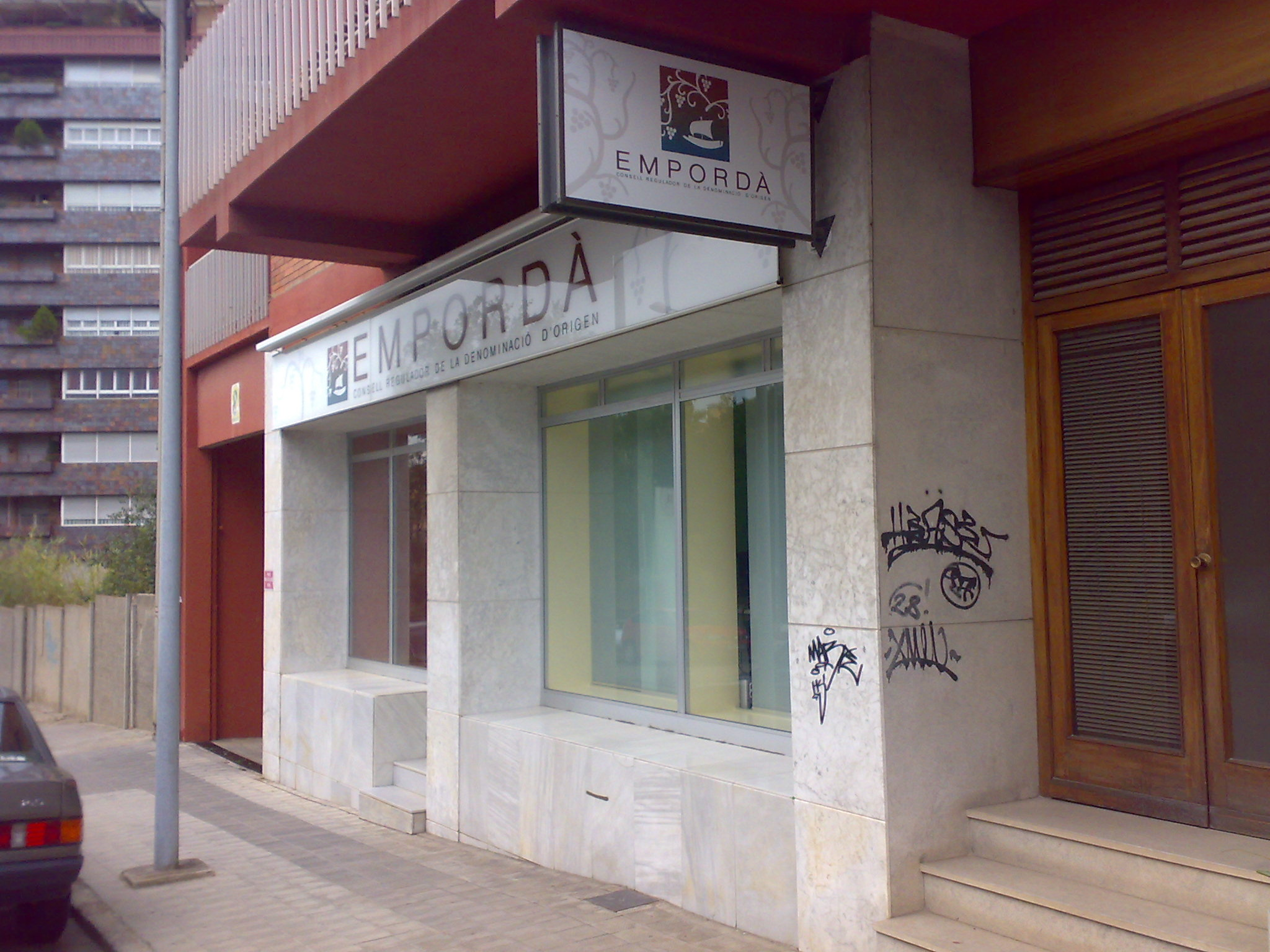
DO Empordà. Oficines a Figueres

La zona de l'Empordà constitueix una cultura enològica antiga. Rode i Empúries es consideren tradicionalment com les portes d'entrada per on els grecs van introduir el conreu de la vinya a la península, cap a l'any 600 aC. La tradició vinícola va seguir amb els romans i els monjos medievals.
A finals del segle xix va ser la primera regió de la península en patir la plaga de la fil·loxera provinent de França. Moltes vinyes es van substituir per alzines sureres passant a ser la principal àrea mundial en la producció de taps de suro, indústria molt lligada a la vinícola.
El 1929 es va constituir el primer celler cooperatiu a Espolla fent possible la renovació vinícola. El 1975 es va constituir la Denominació d'Origen Empordà - Costa Brava formada a l'Alt Empordà. El març del 2006 es va modificar el reglament del Consell Regulador, es va ampliar la zona de producció al Baix Empordà i es va suprimir el terme Costa Brava.

## Vinificació
La gamma de vins empordanesos és molt àmplia. Els vins negres són de qualitat elevada, amb cos, ben constituïts i harmònics, a vegades amb el matís d'una criança acurada. Aquests vins de reserva i criança presenten notes aromàtiques molt característiques; són complexes, fragants, amb tocs d'espècies, mantenint sempre aromes de la fruita i la planta. Un cop a la boca s'expressen amb plenitud, saborosos i molt agradables.
S'hi elaboren vins blancs, sovint amb varietats autòctones, frescos i saborosos, així com d'altres monovarietals amb una notable qualitat.
També vins rosats que es caracteritzen per un color cirera ben definit, amb gran personalitat i aromes delicades, frescos i de graduació alcohòlica moderada.
Destaca el vi Garnatxa de l'Empordà, un vi de licor dolç tradicional enfortit, elaborat amb un mínim del 90% de garnatxa segons la tècnica del vi de palla: el raïm es deixa assecar sobre la palla abans del premsat. Generós, amb sabor del mateix raïm madur, càlid i sedós, virtuts que li concedeixen els trets d'un vi de postres excepcional, juntament amb l'altre vi dolç natural propi de la zona, el Moscatell de l'Empordà.
L'ampliació al Baix Empordà ha obert el ventall a vins negres amb cos, amb les varietats tradicionals recomanades de samsó i lledoner (nom local de la garnatxa que es reserva pel vi de licor), i amb innovacions autoritzades de merlot, cabernet sauvignon, cabernet franc, monastrell, ull de llebre i sirà.
Les varietats blanques tradicionals recomanades són el lledoner blanc (o garnatxa blanca), la garnatxa roja, el macabeu, la carinyena blanca i el moscatell d'Alexandria. També estan autoritzades chardonnay, gewurztraminer, malvasia, moscatell de gra petit, picapoll blanc, sauvignon blanc i xarel·lo.
El reglament preveu l'embotellament preferent amb taps de suro natural.

## Municipis de la D.O.
Els municipis que comprèn la Denominació d'Origen Empordà són:
| - Alt Empordà: - Agullana - Avinyonet de Puigventós - Biure - Boadella i les Escaules - Cabanes - Cadaqués - Cantallops - Campmany - Cistella - Colera - Darnius - Espolla - Figueres - Garriguella - La Jonquera - Llançà - Llers - Masarac | - Alt Empordà: - Mollet de Peralada - Palau-saverdera - Pau - Pedret i Marzà - Peralada - Pont de Molins - Portbou - Port de la Selva - Rabós - Roses - Sant Climent Sescebes - Selva de Mar - Terrades - Vilafant - Vilajuïga - Vilamaniscle - Vilanant | - Baix Empordà: - Begur - Calonge - Castell-Platja d'Aro - Forallac - Mont-ras - Palafrugell - Palamós - Palau-sator - Pals - Regencós - Torrent - Torroella de Montgrí - Vall-llobrega |

## Cellers
Els cellers que conformen la Denominació d'Origen Empordà són:
| - AV Bodeguers - Bodegas Mas Vida - Bodega Mas Llunes - Bodega Perafita - Bodegas Trobat - Celler Can Pereclara - Castell de Biart - Castillo de Capmany - Caves Castell de Peralada - Celler Arché-Pagés, S.L. - Celler Brugarol - Celler Can Sais - Celler Castell de Calonge - Celler Cooperatiu d'Espolla - Celler Generi - Celler Marià Pagès - Celler Martí Fabra Carreras - Celler Martín Faixó - Celler Mas Patiràs - Celler Pere Guardiola - Celler Roig Parals | - Cellers Santa-Maria, S.L. - Comercial Vinícola del Nord-est,S.A. - Cooperativa Agrícola de Garriguella - Cooperativa Agrícola de Mollet de Peralada - Empordàlia - Espelt Viticultors, S.L. - Gelamà - La Vinyeta - Mas Oller - Mas Pòlit - Mas Estela - Mas Lunes, Vinyes i Cellers - Masia Serra, S.L. - Oliveda, S.A. - Oliver Conti, S.L. - S.A.T. Mare de Déu del Camp - Terra Remota - Vinyes dels Aspres - Vinyes d'Olivardots, S.L. - Xavier Maset Isach |

## Ruta del vi DO Empordà
Alguns cellers de l'Empordà s'agrupen sota el paraigües de la Ruta del Vi de l'Empordà per a promoure l'enoturisme a la zona. Aquest ens està coordinat pel Patronat de Turisme de la Costa Brava amb la participació del Consell Regulador de la Denominació d'Origen Empordà. La Ruta del Vi de l'Empordà té la finalitat de promoure la destinació enoturística a nivell local i internacional. La Ruta també aglutina altra oferta turística del territori vinculada al món del vi i de la vinya.